# 61 Virginis d
61 Virginis d est une exoplanète orbitant autour de l'étoile 61 Virginis dans la constellation de la Vierge, à 28 années-lumière de la Terre. Elle fut découverte par la méthode des vitesses radiales à la même date, le 14 décembre 2009, que les deux autres planètes du système : 61 Virginis b et 61 Virginis c. Elle est du type Neptune chaud comme 61 Virginis c, 61 Virginis b étant une Super-Terre,.